# 横浜ベイホール
横浜ベイホール（Yokohama Bay Hall）は、神奈川県横浜市中区新山下にあるライブハウスである。

## 概要
1995年に開業。収容人数はオールスタンディングで1100名。ステージ前には3段のステップを設けているため、見やすくなっている。また、横浜レゲエ祭の関連イベントも同所で開催される。
さらに、ライブだけでなく、イベント、パーティなどにも対応できる。
1991年12月21日開業のクラブ グラムスラム (Glam Slam)の建物を使用している。

## アクセス
- みなとみらい線元町・中華街駅下車、徒歩15分。
- 横浜駅・桜木町駅・元町・中華街駅から横浜市営バスで、貯木場前下車、徒歩7分。